# Pont-Sainte-Maxence
Pont-Sainte-Maxence – miejscowość i gmina we Francji, w regionie Hauts-de-France, w departamencie Oise.
Według danych na rok 1990 gminę zamieszkiwały 10 934 osoby, a gęstość zaludnienia wynosiła 741 osób/km² (wśród 2293 gmin Pikardii Pont-Sainte-Maxence plasuje się na 19. miejscu pod względem liczby ludności, natomiast pod względem powierzchni na miejscu 205.).

## Współpraca
Miejscowość partnerska:
- Sambreville, Belgia